# Émile Oustalet
Dr Jean Frédéric Émile Oustalet (24 d'agost de 1844 – 23 d'octubre de 1905) va ser un zoòleg francès.
La seva tesi va versar sobre Recherches sur les insectes fossiles des terrains tertiaires de la France (1874) on estudia els fòssils principalment de l'Auvergne i els voltants de Aix-en-Provence.
Oustalet va estar a Montbéliard, en la secció de Doubs. Treballava al Museu Nacional d'Història Natural de França on va succeir a Jules Verreaux com a ajudant naturalista l'any 1873.
L'any 1900 va succeir a Alphonse Milne Edwards com a Professor de Mamífers.
Coautor de Les Oiseaux de la Chine (1877) amb Armand David, també va escriure Oiseaux du Cambodge (1899).
Oustalet fou el president del tercer International Ornithological Congress que va tenir lloc a Paris l'any 1900.

## Algunes publicacions
- 1874. Recherches sur les insectes fossiles des terrains tertiaires de la France. Paris : G. Masson
- 1878. Avec A. Milne-Edwards, Études sur les Mammifères et les Oiseaux des Îles Comores. Paris
- 1880-1881. Monographie des oiseaux de la famille des mégapodiidés. Dues parts, Paris
- 1889. Oiseaux dans le compte rendu de la mission scientifique du Cap Horn. 1882-1883. Paris : Gauthier-Villars et fils)
- 1893. La Protection des oiseaux. Paris : Jouvet) — reimprès el 1895 i reeditat l'any 1900
- 1895. Les Mammifères et les Oiseaux des îles Mariannes. Dues parts, Paris
- 1899. Oiseaux du Cambodge, du Laos, de l'Annam et du Tonkin. Paris

## Epònims
- Anas oustaleti (Salvadori, 1894).

## Font
- Philippe Jaussaud & Édouard R. Brygoo. 2004. Du Jardin au Muséum en 516 biographies. Museu Nacional d'Història Natural de França, Paris : 630 pàg. ISBN  2-85653-565-8